# Dmitrij Bilozerčev
Dmitrij Vladimirovič Bilozerčev (in russo Дмитрий Владимирович Билозерчев?; Mosca, 22 dicembre 1966) è un ex ginnasta sovietico, uno degli atleti più completi della storia della ginnastica; vincitore di tre medaglie d'oro olimpiche e otto mondiali. La sua carriera è stata condizionata dal boicottaggio sovietico alle Olimpiadi di Los Angeles (1984) e da un terribile incidente automobilistico.

## Biografia
Dmitrij Bilozerčev è cresciuto nella CSKA di Mosca; ammirato per la sua figura impeccabile, lo stile e la tecnica, nel 1983 Bilozerčev divenne il più giovane campione mondiale assoluto della storia. A soli sedici anni, infatti, vinse quattro medaglie d'oro nel concorso generale individuale, al cavallo con maniglie, agli anelli e alla sbarra ai Mondiali di Budapest. Lo stesso anno si laureò quattro volte Campione europeo (individuale, anelli, sbarra e volteggio) a Varna (Bulgaria).
L'anno successivo, non poté partecipare alle Olimpiadi di Los Angeles, per il boicottaggio del suo paese alla competizione. Vinse, tuttavia, cinque medaglie d'oro ai Giochi dell'amicizia del 1984, allestiti come Giochi olimpici alternativi dalle nazioni comuniste boicottanti.
Nel 1985, ebbro per aver bevuto troppo champagne dopo aver vinto i campionati europei (sei ori e un argento), lasciò il campo di allenamento senza autorizzazione e, soltanto dieci giorni dopo aver preso la patente, si schiantò con l'auto di suo padre. Nell'incidente riportò la frattura della gamba in quarantadue punti, tanto da farne temere l'amputazione. Dopo aver subito un intervento chirurgico alla caviglia, Bilozerčev riuscì a recuperare, tornando a vincere la medaglia d'oro ai Campionati del Mondo del 1987 nel concorso generale individuale, in quello a squadre, alla sbarra e alle parallele.
Alle Olimpiadi di Seul vinse tre medaglie d'oro, al cavallo con maniglie, agli anelli (in entrambi i casi a pari merito) e nella gara a squadre. Nel concorso generale individuale, una caduta dalla sbarra, che gli costò 0,500 punti di penalità, lo relegò al terzo posto, a soli 0,150 punti dal suo compagno di squadra Vladimir Artëmov, vincitore della medaglia d'oro. Nel 1989, Bilozerčev, ubriaco da due giorni, fu espulso dalla squadra nazionale "per la sua influenza corruttrice su altri membri del team".
Nel 1993 si è trasferito negli Stati Uniti. Insieme alla moglie, è proprietario della "United Sports Academy" a Beaverton, nell'Oregon, dove è istruttore di ginnastica. Suo figlio Aleksey e la figlia Alice sono anch'essi ginnasti.
Nel 2003 è stato inserito nella hall of fame internazionale della ginnastica (International Gymnastics Hall of Fame) .

## Palmarès
| Anno | Manifestazione              | Sede | Evento               | Risultato |
| ---- | --------------------------- | ---- | -------------------- | --------- |
| 1988 | Giochi della XXIV Olimpiade | Seul | Concorso a squadre   | Oro       |
| 1988 | Giochi della XXIV Olimpiade | Seul | Anelli               | Oro       |
| 1988 | Giochi della XXIV Olimpiade | Seul | Cavallo con maniglie | Oro       |
| 1988 | Giochi della XXIV Olimpiade | Seul | Concorso Individuale | Bronzo    |

Mondiali
- : Budapest 1983 | Individuale
- : Budapest 1983 | Anelli
- : Budapest 1983 | Sbarra
- : Budapest 1983 | Cavallo
- : Rotterdam 1987 | Individuale
- : Rotterdam 1987 | Squadre
- : Rotterdam 1987 | Sbarra
- : Rotterdam 1987 | Cavallo
- : Budapest 1983 | Squadre
- : Budapest 1983 | Corpo libero
- : Rotterdam 1987 | Anelli
- : Rotterdam 1987 | Parallele

Europei
- : Varna 1983 | Individuale
- : Varna 1983 | Anelli
- : Varna 1983 | Sbarra
- : Varna 1983 | Volteggio
- : Oslo 1985 | Individuale
- : Oslo 1985 | Corpo libero
- : Oslo 1985 | Anelli
- : Oslo 1985 | Parallele
- : Oslo 1985 | Sbarra
- : Oslo 1985 | Cavallo
- : Oslo 1985 | Volteggio